# Calikartellen
Calikartellen, spanska: Cartel de Cali, var näst efter Medellínkartellen Colombias främsta narkotikasyndikat med säte kring staden Cali.
Kartellen grundades och drevs av bröderna Gilberto Rodríguez Orejuela och Miguel Rodríguez Orejuela, samt José Santacruz Londoño. Calikartellen fick senare sin fjärde ledare då Hélmer "Pacho" Herrera anslöt sig. Calikartellen tog över den colombianska droghandeln efter Pablo Escobar år 1993 i och med dennes död och Medellínkartellens upplösning. Under 1990-talet stod Calikartellen för 80% av den insmugglade mängden kokain till USA.
Gilberto Rodriguez Orejuela utlämnades 2004 från Colombia till USA.